# Air Rhodesia-vlucht 825
Air Rhodesia Flight 825 was een vaste lijndienst in de burgerluchtvaart en vloog vanaf de Zimbabwaanse Harare (destijds bekend onder de naam Salisbury, de hoofdstad van Zuid-Rhodesië) via Kariba naar de Victoriawatervallen. Het vliegtuig werd neergehaald door het Zimbabwe People's Revolutionary Army (ZIPRA) op 3 september 1978 tijdens de Zimbabwaanse Onafhankelijkheidsoorlog. Van de 52 passagiers en 4 bemanningsleden overleden er 38 direct na het neerstorten. Tien anderen werden kort daarna gedood door rebellen die ter plaatse poolshoogte namen.

## Achtergrond
Rhodesië verklaarde zich in 1965 unilateraal onafhankelijk van Groot-Brittannië. De Rhodesische premier Ian Smith vond namelijk dat de weg naar onafhankelijkheid te langzaam verliep. Groot-Brittannië was op dat moment druk zich van zijn koloniën te ontdoen, maar zat met Rhodesië in zijn maag. Een blanke minderheid van zo'n kwart miljoen mensen had het voor het zeggen, tegenover een zwarte gemeenschap van ongeveer vijf miljoen personen. Groot-Brittannië streefde naar een onafhankelijk, democratisch Rhodesië, waar de meerderheid het voor het zeggen had. Groot-Brittannië en de Verenigde Naties stelden daarom economische sancties in tegen Rhodesië.
Twee communistische groepen, bestaande uit donkere Rhodesiërs, begonnen zich vervolgens militair te organiseren.
- De aan China gelieerde Zimbabwe African National Union (ZANU) vormde Zimbabwe African National Liberation Army (ZANLA).
- De Zimbabwe African People's Union (ZAPU), dat door de Sovjet-Unie gesteund werd, vormde Zimbabwe People's Revolutionary Army (ZIPRA).

De Zimbabwaanse onafhankelijkheidsoorlog begon in december 1972 met de aanval op een boerderij in het noordoosten van Rhodesië. In de jaren daarop werd het land beheerst door een bloedige guerrillaoorlog, waarbij duizenden mensen het leven verloren.
In het begin van de oorlog hadden de rebellen niet de wapens om vliegtuigen neer te halen. Halverwege de oorlog kregen rebellen van de ZIPRA de beschikking over de 9K32 Strela-2 vanaf de schouder lanceerbare luchtdoelraket. Rond september 1978 waren er twintig gerapporteerde pogingen om een vliegtuig neer te halen, maar allemaal mislukt. De burgerluchtvaart was niet eerder een doel geweest.

## Beschieting van het vliegtuig
Kort na het opstijgen beschoten guerrillastrijders van ZIPRA het vliegtuig met vluchtnummer 825 met een dergelijke raketwerper. Het vliegtuig werd geraakt en moest gedwongen een noodlanding maken. Daarbij belandde het in een greppel waardoor het doormidden brak. Van de 52 inzittenden overleden er 38 vrijwel direct, terwijl 10 anderen daarna door rebellen werden doodgeschoten, onder wie 2 zusjes van elf en vier jaar oud. Slechts 8 passagiers overleefden de ramp, 3 doordat ze zich verborgen in de omgeving en 5 anderen omdat ze water waren gaan halen voordat de guerrilla's arriveerden.
ZIPRA-leider Joshua Nkomo eiste de aanslag de volgende dag op in een kranteninterview, maar ontkende dat er ter plekke mensen waren neergeschoten. Hij beweerde dat het vliegtuig voor militaire doeleinden was gebruikt. Hoewel de aanslag in de internationale media werd veroordeeld, reageerde de internationale politiek terughoudend.

## Nasleep
De Rhodesische premier Ian Smith stopte de vredesbesprekingen met Nkomo, die veelbelovend verliepen. Smith beschreef Nkomo als "een monster". Op 10 september riep Smith de noodtoestand uit. De Rhodesische veiligheidstroepen reageerden met harde acties richting ZIPRA en haar rivaal ZANLA. In Zambia en Mozambique werden verschillende vluchtelingenkampen aangevallen, waar volgens de Rhodesische regering de opstandelingen zich schuilhielden. Hierbij vielen veel doden.
Een klein half jaar later werd Air Rhodesia-vlucht 827 neergeschoten, waarbij 59 doden vielen.
De daders van de aanslag op Vlucht 825 zijn nooit vervolgd, omdat er na de Zimbabwaanse onafhankelijkheid in 1980 (ditmaal wel erkend door de internationale gemeenschap) een algehele amnestie werd afgekondigd voor iedereen die strafbare handelingen verrichtte tijdens de onafhankelijkheidsoorlog.